# جيري بينغهام
جيري بينغهام (بالإنجليزية: Jerry Bingham)‏ هو فنان ماكياج أمريكي، ولد في 25 يونيو 1953 في شيكاغو في الولايات المتحدة.

## وصلات خارجية
- الموقع الرسمي
- جيري بينغهام على موقع IMDb (الإنجليزية)
- جيري بينغهام على موقع قاعدة بيانات الفيلم (الإنجليزية)